# Saviour of the Soul
Pour plus de détails, voir Fiche technique et Distribution.
Saviour of the Soul (九一神鵰俠侶, Gau yat: San diu hap lui) est un film d'arts martiaux hongkongais réalisé par Corey Yuen, David Lai et Jeffrey Lau et sorti en 1991 à Hong Kong.
Le film adapte des éléments du manga japonais City Hunter, comme ses personnages, mais le scénario est très différent. Le manga aura plus tard droit à une adaptation officielle avec Jackie Chan, Niki Larson (1993).
Saviour of the Soul est le premier film produit par la société de production d'Andy Lau, Teamwork Motion Pictures. Il totalise 36 476 495 HK$ au box-office, ce qui est un résultat très honorable. Bien qu'il partage le même titre chinois que le roman Le Retour du héros chasseur d’aigles (en) de Louis Cha, il n'a aucun rapport avec lui. De même, malgré son titre, Saviour of the Soul 2 (1992), n'a rien à voir avec lui.

## Synopsis
Ching (Andy Lau), May-kwan (Anita Mui) et Siu-chuen (Kenny Bee) sont de célèbres mercenaires qui capturent des criminels recherchés pour gagner leur vie. Ils sont cependant impliqués dans un
triangle amoureux car Siu-chuen aime May-kwan alors que celle-ci aime Ching et exprime ses sentiments pour lui sans arrêt. Elle tue le maître de Renard d'argent et celui-ci (Aaron Kwok) la recherche pour se venger. Lorsque Ching décide enfin de demander May-kwan en mariage, Siu-chuen est tué par Renard d'argent alors qu'il tente de sauver May-kwan. Celle-ci quitte discrètement Ching pour le protéger des ennuis, mais il se met à sa recherche. Un an plus tard, Ching retrouve finalement May-Kwan, mais apprend qu'elle a été empoisonnée par un sortilège. Ching et May-Kwan unissent leurs forces pour vaincre Renard d'argent et ses hommes et parcourent le monde en couple.

## Fiche technique
- Titre original : 九一神鵰俠侶
- Titre international : Saviour of the Soul
- Réalisation : Corey Yuen, David Lai et Jeffrey Lau
- Scénario : Jeffrey Lau et Wong Kar-wai
- Photographie : Peter Pau, Lee Tak-wai et Simon Li
- Montage : Poon Hung et Hai Kit-wai
- Musique : Anthony Lun (en) et Tang Siu-lam
- Production : David Lai et Jessica Chan
- Société de production : Teamwork Motion Pictures
- Société de distribution : Newport Entertainment
- Pays d'origine :  Hong Kong
- Langue originale : cantonais
- Format : couleur
- Genre : Arts martiaux
- Durée : 92 minutes
- Dates de sortie :
  -  Hong Kong : 19 décembre 1991
  -  Taïwan : 24 décembre 1991
  -  France : 1998 (en VHS)

## Distribution
- Andy Lau : Ching/Chun
- Anita Mui : Yiu May-kwan/Yiu May-wai
- Aaron Kwok : Renard d'argent
- Gloria Yip : Wai-heung
- Kenny Bee : Siu-chuen
- Carina Lau : la Dame aux animaux
- Corey Yuen : le maître
- Danny Poon : Mr Ford
- Henry Fong : Vieil aigle
- Poon Fong-fong
- Maggie Chan
- Yip San
- Joanna Chan
- Matthew Wong

## Récompenses et nominations
| Prix et nominations                     | Prix et nominations              | Prix et nominations | Prix et nominations |
| Cérémonie                               | Catégorie                        | Récipiendaire       | Issue               |
| --------------------------------------- | -------------------------------- | ------------------- | ------------------- |
| 11e cérémonie des Hong Kong Film Awards |                                  |                     |                     |
| Meilleur acteur dans un rôle secondaire | Aaron Kwok                       | Nomination          |                     |
| Meilleure photographie                  | Peter Pau                        | Lauréat             |                     |
| Meilleur montage                        | Poon Hung, Hai Kit-wai           | Nomination          |                     |
| Meilleure direction artistique          | Yee Chung-man (en)               | Lauréat             |                     |
| Meilleure chorégraphie d'action         | Yuen Tak                         | Nomination          |                     |
| 29e cérémonie des Golden Horse Awards   | Meilleure photographie           | Peter Pau           | Nomination          |
| 29e cérémonie des Golden Horse Awards   | Meilleure direction artistique   | Yee Chung-Man       | Nomination          |
| 29e cérémonie des Golden Horse Awards   | Meilleurs maquillage et costumes | Shirley Chan        | Nomination          |
| 29e cérémonie des Golden Horse Awards   | Meilleure chorégraphie d'action  | Yuen Tak            | Nomination          |